# Ravine Anse Mulatre
Die Ravine Anse Mulatre (auch: Anse Mulatre Ravine; dt.: Sturzbach/Schlucht der Mulatre-Bucht) ist ein Bach an der Westküste von Dominica. Er verläuft im Zentrum des Parish Saint Peter und mündet in der Anse Mulatre ins Karibische Meer.

## Geographie
Die Ravine Anse Mulatre entspringt, wie die weiter südlich verlaufende Ravine Anse a Liane, im Gebiet von Enquatre (⊙) einem Ausläufer des Morne Les Resources in ca. 400 m Höhe über dem Meer. In kurvigem Verlauf mit einigen Bögen nach Norden verläuft die Ravine nach Westen. Kurz vor der Mündung erhält sie nochmals einen kleinen Zufluss von links und Süden und mündet nach nur 2,1 km in der Anse Mulatre ins Karibische Meer.
Benachbarte Fließgewässer sind die Ravine Anse a Liane und Ravine Anse Coubari im Süden sowie der Bioche River im Norden.